# Piona floridana
Piona floridana är en kvalsterart som beskrevs av Cook 1960. Piona floridana ingår i släktet Piona och familjen Pionidae. Inga underarter finns listade i Catalogue of Life.